# Interbrigadistenblock

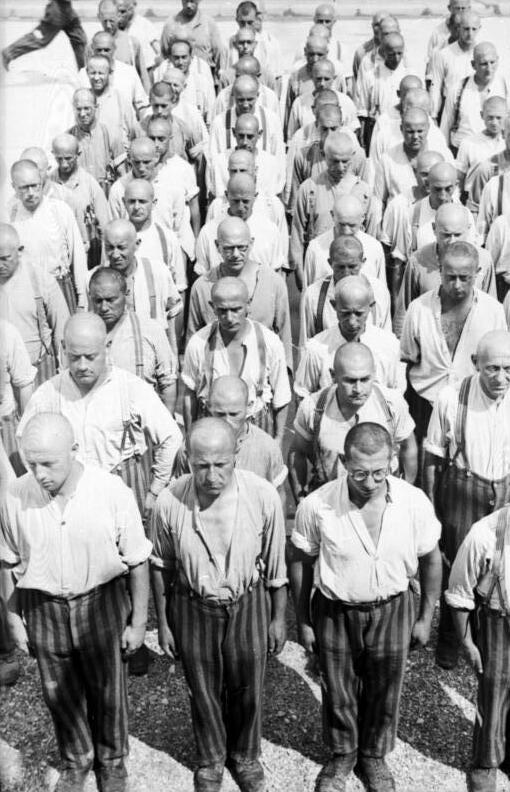
KZ Dachau, Häftlinge beim Appell (28. Juni 1938). Aufnahme von Friedrich Bauer

Als Interbrigadistenblock bezeichnete die SS im Konzentrationslager Dachau jene Baracke, in der die sogenannten Spanienkämpfer inhaftiert wurden. 
Die Freiwilligen (Internationalen Brigaden) hatten für die Spanische Republik im dortigen Bürgerkrieg gekämpft. Sie flüchteten vor den faschistischen Franco-Truppen. Teilweise wurden sie in Frankreich inhaftiert und über das Durchgangslager Drancy nach NS-Deutschland überstellt. Der erste größere Transport (130 Österreicher) traf am 1. Mai 1941 im Lager Dachau ein. Weitere Häftlingstransporte mit verschiedenen Nationalitäten folgten. Am 17. Mai 1944 befanden sich 536 Spanienkämpfer, wie sie umgangssprachlich bezeichnet wurden, im Lager Dachau. Die Interbrigadisten traten sehr selbstbewusst gegenüber der SS auf. Der Stubenälteste des Zugangsblocks (Zugangsbaracke) Willi Eifler schilderte ihr mutiges Auftreten, als sie vom Schutzhaftlagerführer gefragt wurden, warum sie nach Spanien gegangen seien. Auch die Funktionshäftlinge trafen bei den Interbrigadisten auf Widerstand: 
„Als der Stubenälteste auf ihrem neuen Block einen von ihnen schlagen wollte, standen plötzlich alle im Kreise um ihn herum (...) Sie sagten kein Wort, standen bloß und schauten. Der Stubenälteste schrie: ‚Haut ab! Was geht es euch an, was ich mit dem da habe?‘ Aber sie rührten sich nicht vom Fleck, standen und schauten und kamen immer näher. Da bekam der Stubenälteste es mit der Angst zu tun und zog sich in die Ecke zurück. Er rührte in Zukunft keinen von ihnen an (...)“
In einem anderen Fall hatte ein Blockältester einem Interbrigadisten einen Schlag versetzt, und dieser schlug unerwartet zurück. Wegen „Meuterei“ (Lagerordnung) brachte ihn der Blockälteste, der ein blaues Auge bekommen hatte, vor den Rapportführer. Der Rapportführer zog in diesem Fall keine Konsequenzen, was für das Lager Dachau ungewöhnlich war. Er wies den Blockältesten lediglich darauf hin, dass ein Funktionshäftling andere Häftlinge nicht schlagen dürfe, sondern sich an die SS zu wenden habe.
In einem anderen Fall bekam der Interbrigadist Pleticha von einem Stubenältesten mit einer Schöpfkelle einen Schlag auf den Kopf. Pleticha schlug zurück, der Stubenälteste bekam einen Faustschlag ins Gesicht. Mehrere Funktionshäftlinge schlugen Pleticha daraufhin. Jedoch weitere Konsequenzen seitens der SS gab es auch in diesem Fall nicht.
Die Interbrigadisten hatten eine kämpferische, antifaschistische Vergangenheit hinter sich. Auch wegen ihrer solidarischen Einstellung zu den übrigen Häftlingen und ihrem unerschrockenen Verhalten im Lager waren sie bei den KZ-Insassen allgemein beliebt. 
Nicht alle Spanienkämpfer kamen ins Lager Dachau. Einige deportierte die SS umgehend ins KZ Auschwitz, beispielsweise den Juden  Kurt Goldstein.